# Das Gewinnerlos
Das Gewinnerlos ist ein deutscher Fernsehfilm aus dem Jahr 2015, der Elemente des Filmdramas mit denen einer Filmkomödie vereint. Unter der Regie von Patrick Winczewski spielt Matthias Habich die Hauptrolle.
Ein trauernder Witwer will seine Entmündigung verhindern. Ein vorgetäuschter Lottogewinn hilft ihm dabei. Und Unterstützung aus dem Seniorenheim ist ihm gewiss.

## Handlung
Rentner Georg trauert seit fünf Jahren um seine verstorbene Frau Betty. Er vernachlässigt Instandsetzungsmaßnahmen am Haus, den Haushalt, seine Körperhygiene, die Mahlzeiten. Betty geht ihm einfach nicht aus dem Kopf. Wie gut, dass wenigstens sein Freund Heinrich aus dem Altersheim ihn täglich besucht und Kantinenessen mitbringt. Georgs Tochter Judith, die im Gegensatz zu seinem Sohn Armin hin und wieder nach ihm schaut, erwägt eine Entmündigung, eine Heimeinweisung und obendrein noch einen Hausverkauf. Doch das lässt Georg nicht mit sich machen.
Einen Sechser im Lotto, den er und Heinrich als Tippgemeinschaft allerdings nicht einlösen können, weil die Quittung verschütt ging, nutzen sie, um Georgs Kindern unverhofften Reichtum vorzugaukeln. Georg spielt ab jetzt den wohlhabenden Gönner, den man ja nun hoffentlich nicht ins Heim abschieben wird. Heinrich organisiert sogar noch einen Putztrupp fürs Haus und eine Lebensgefährtin pro forma, allesamt rüstige Heimbewohner aus seiner Seniorenresidenz, damit Georg wieder zurechnungsfähig wirkt und Judith ihre Pläne auf Eis legt.
Sylva, Georgs neue Flamme zum Schein, spielt ihre Rolle gut. Sie bekommt sogar ein eigenes Zimmer in Georgs Haus. Trotzdem hat Georg arge Schwierigkeiten, sich an seine neue Mitbewohnerin zu gewöhnen bzw. ihre Eigenheiten zu akzeptieren. Außerdem befürchtet er, Sylva würde mit der Zeit Bettys Platz einnehmen. So reagiert er unwirsch auf eine von Sylvas Verfehlungen. Das treibt Sylva aus dem Haus. Sie zieht überstürzt zurück ins Altenheim. Wieder allein, wird Georg bewusst, dass sie ihm fehlt. Er nennt es sogar Liebe. Er rezitiert Shakespeare-Verse vor dem Fenster der einstigen Theaterschauspielerin, um sie zurückzugewinnen. Sylva zieht daraufhin für immer in Georgs Haus, sodass Judith ihren Vater in guten Händen weiß und sich um seine Versorgung nicht mehr kümmern muss. Sie will demnächst nach New York ziehen.

## Filmmusik
Im Film wurden die folgenden Lieder verwendet:
- Lollipop – The Chordettes
- Boat behind – Kings of Convenience
- Zorbas Dance – Mikis Theodorakis

## Kritik
Rainer Tittelbach sagt, Regisseur Patrick Winczewski habe hier „sein Meisterstück vorgelegt“. Insbesondere lobt er die „vielschichtige Lichtdramaturgie“.